# Sredkoveț, Șumen
Sredkoveț (în bulgară Средковец) este un sat în comuna Kaolinovo, regiunea Șumen,  Bulgaria. 

## Demografie
Componența etnică a satului Sredkoveț
     Turci (99,66%)
     Nicio identificare (0,33%)
     Altele (0%)
La recensământul din 2011, populația satului Sredkoveț era de 603 locuitori. Din punct de vedere etnic, majoritatea locuitorilor (99,66%) erau turci. Pentru 0,33% din locuitori nu este cunoscută apartenența etnică.